# José Manuel Pedregal
José Manuel Pedregal y Sánchez-Calvo (Oviedo, 1 de diciembre de 1871-Avilés, 3 de enero de 1948) fue un jurista y político español, ministro de Hacienda en 1922, miembro de la Academia de Ciencias Morales y Políticas y presidente de la Institución Libre de Enseñanza.

## Familia
Era hijo de Manuel Pedregal y Cañedo (ministro de Hacienda durante la Primera República Española, 1873-1874) y padre de Manuel Pedregal Fernández (presidente desde 1977, de la Fundación Giner de los Ríos, tras el periodo franquista).

## Biografía
Nació el 1 de diciembre de 1871. Formado en Derecho en la Universidad Central de Madrid y en la Institución Libre de Enseñanza, que llegó a presidir, se le ha considerado un destacado jurista y educador muy influido por el movimiento regeneracionista, que desarrolló la mayor parte de su labor en instituciones de vanguardia del periodo de la restauración borbónica y la Segunda República.
Fue diputado al Congreso durante dieciséis años, de 1907 a 1923, hasta la dictadura de Primo de Rivera. Militó en el Partido Reformista de Melquiades Álvarez. Poco antes del golpe de Primo de Rivera fue durante cuatro meses ministro de Hacienda de España en el gabinete de crisis formado tras el desastre de Annual.
Pedregal, que había sido miembro del Consejo Superior de Emigración, del Instituto de Reformas Sociales, de la Junta de Aranceles, presidente de la junta directiva de la Asociación para la Enseñanza de la Mujer, de la Real Academia de Ciencias Morales y Políticas y del Consejo de Estado, fue secuestrado en octubre de 1934 por los revolucionarios asturianos y liberado más tarde. Quizá este último episodio le llevaría, a sus sesenta y seis años de edad, a ser uno de los veintidós juristas que, designados por el Ministerio de Gobernación creado por Franco, elaboraron el “dictamen sobre la ilegitimidad de los poderes actuantes el 18 de julio de 1936”, documento publicado el 21 de diciembre de 1938, que pretendía justificar la sublevación militar que provocó la guerra civil española.